# El Arenal (Castille-et-León)
Pour les articles homonymes, voir El Arenal.
El Arenal est une commune d'Espagne de la province d'Ávila dans la communauté autonome de Castille-et-León.

## Géographie
El Arenal est une ville d'Espagne dans la communauté autonome de Castille-et-León, province d'Ávila et dans la comarque de Arenas-de-San-Pedro. Elle se situe dans la Sierra de Gredos. Les communes qui la bordent sont: El Hornillo, Mombeltrán, Cuevas del Valle et Arenas de San Pedro.

## Administration
| Période                                  | Période | Identité | Étiquette | Qualité |
| ---------------------------------------- | ------- | -------- | --------- | ------- |
|                                          |         |          |           |         |
| Les données manquantes sont à compléter. |         |          |           |         |

### Jumelages
- Sabres (France) depuis 1998.

## Culture
Village réputé pour ses célébrations religieuses festives, il fait l'objet d'un doublement de sa population en ces périodes chères aux habitants.
Particulièrement actif, un collectif français de l'est de la France les "Diablos del Labrados" assure l'animation des fêtes saintes chaques années, contribuant au rayonnement de la commune à l'international.